# Heidolsheim
Heidolsheim är en kommun i departementet Bas-Rhin i regionen Grand Est (tidigare regionen Alsace) i nordöstra Frankrike. Kommunen ligger i kantonen Marckolsheim som tillhör arrondissementet Sélestat-Erstein. År 2022 hade Heidolsheim 572 invånare.

## Befolkningsutveckling
Antalet invånare i kommunen Heidolsheim
| Referens: INSEE |